# Vistabella del Maestrat
Vistabella del Maestrat (nazwa kat.; hiszp. Vistabella del Maestrazgo) – gmina w Hiszpanii, w prowincji Castellón/Castelló, we wspólnocie autonomicznej Walencja.
Położona w comarce Alt Maestrat gmina ma powierzchnię 151 km². W 2018 roku liczyła 342 mieszkańców. W 2015 roku alkadem została Belén Bachero Traver z Koalicji Compromís.